# Дивљи кунић
Дивљи кунић или европски кунић (лат. Oryctolagus cuniculus) је врста из породице зечева и једина врста из рода Oryctolagus. Од правог зеца се разликује нешто мањим растом, виткијим телом, краћим ушима и краћим задњим ногама. Дивљи кунић се на енглеском говорном подручју назива European rabbit (европски кунић) или Brown rabbit (смеђи кунић).

## Опште карактристике
Дивљи кунић дугачак је око 40 центиметара и тежак око 2 килограмаа. Реп му је двобојан, на врху црн, доњи део му је бео, остали део тела прекривен му је сивим крзном који на леђима полако прелази у жућкастосмеђу боју.
Скоро сви научници претпостављају да је првобитна домовина кунића била јужна Европа и да је тек касније стигао до земаља северно од Алпа. Покрети кунића се доста разликују од покрета зеца. Кунић својом брзином и спретношћу премашује зеца. Кунић је неупоредиво лукавији од зеца те врло тешко допушта да му се приближи ловачки пас.
Вид, слух и њух кунића су веома оштри и снажнији него код зеца. Кунићи су углавном ноћне животиње, али се и дању могу видети ако их нико не узнемирава.

## Исхрана
Кунић се храни истом храном као и зец, веома воли да се храни кором младог дрвећа.
Дивљи кунић храни се усевима са њива и различитом зеленом храном током топлијег дела године, када му је доступна таква храна, а у зимским месецима године храни се разним корама дрвета и гранчицама. У подручјима где их налазимо, током године могу да направе велике штете. Храни се и разним плодовима, пупољцима, младицама, младим корама. Битно је споменути да је за њих карактеристична честа појава цекотрофија (поновно конзумирање измета).

## Станиште
Дивљи кунић је животиња која доста воли да се крије. У земљи копају тунеле који су доста дуги и у којима се скривају, живе у групама које могу да броје од 10 до 30 кунића.
Углавном живи на пољима, ливадама, пропланцима, шумарцима, вртовима, али највише воле места где могу да себи ископају дубоку јаму и да се ту сакрију. Кунић тражи брежуљке и песковите пределе, са доста кланаца и усеклинама међу камењем и ниским грмљем. Односно место где се могу добро сакрити.

## Парење
У фебруару и марту почиње доба парења код кунића. Женка кунића носи 30 дана, али се одмах после коћења може опет оплодити. Доминантни мужјаци имају приступ женкама, док доминантне женке трагају за одговарајућим местом за прављење јаме при чему могу да избију туче међу њима. Могу да се паре углавном од четири до седам пута годишње. Женка коти од три до седам младих кунића. Кунићи се коте слепи, без длаке и без слуха. Мајка их доји од 21 до 25 дана, а прогледају тек са десет дана. Мужјак кунића се може парити са четири, а женка са три и по месеца.

## Разлике између зеца и кунића
Кунић има краће уши, краће ноге, живи у заједници, копа под земљом где живи и где негује своје младе. Рађају више младих неголи зечеви. Зечеви имају дуже уши и ноге него кунићи, они за разлику од кунића воле да живе сами и скровишта су им изнад површине земље.